# سکان جانبی

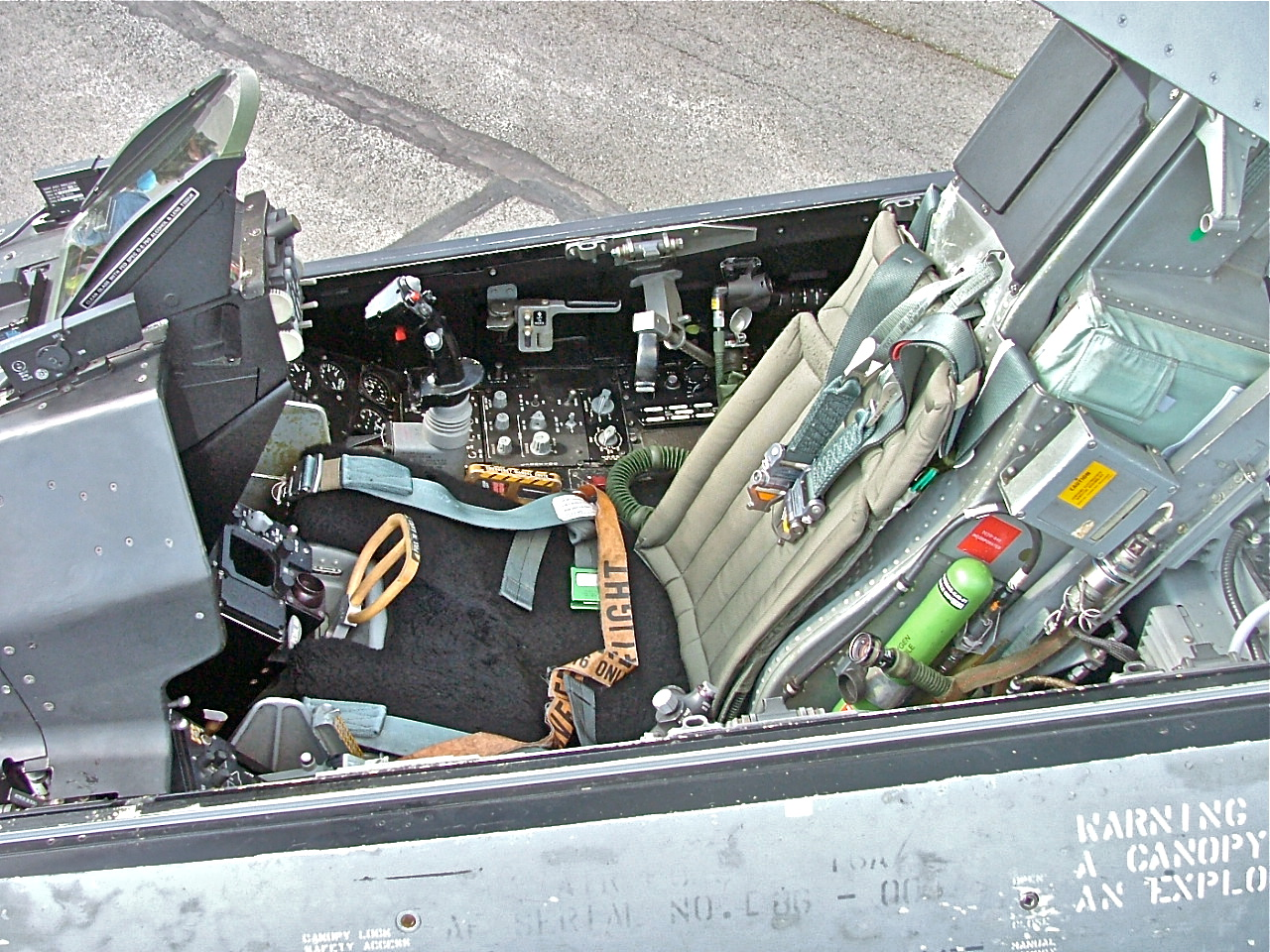
کابین خلبان هواپیمای جنگنده اف -۱۶ مجهز به سکان جانبی

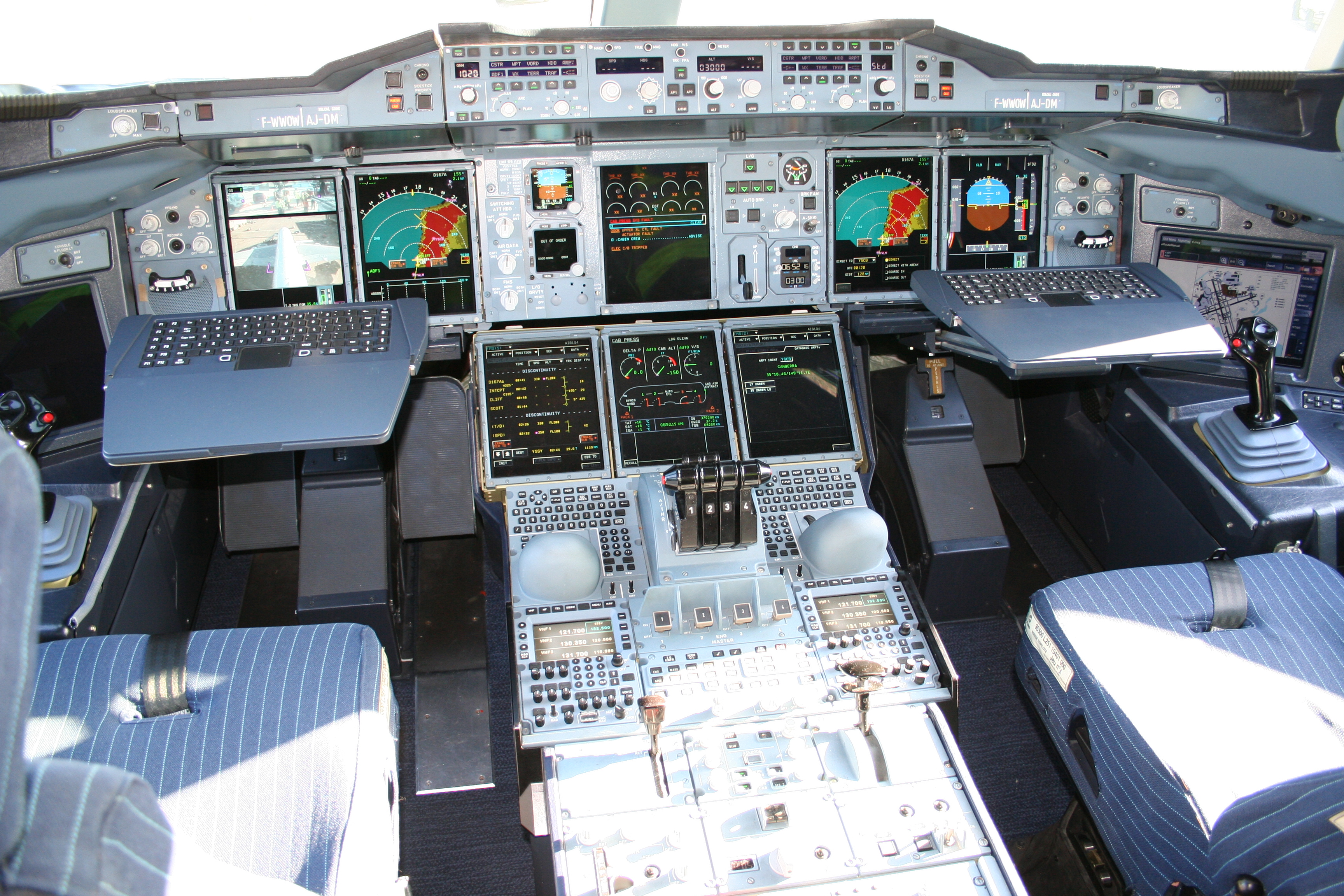
کابین هدایت پرواز یک فروند ای ۳۸۰ مجهز به سامانه سکان کناری

سکان جانبی (انگلیسی: Side-stick) یا سکان هدایت جانبی یک دسته کنترل هدایت (اهرمک) در هواپیما است که در کنسول کناری خلبان (و نه روبروی وی) قرار گرفته‌است. این سکان معمولاً در هواپیماهایی با سامانهٔ هدایت با سیم وجود دارد.
در خصوص هواپیماهای جنگی این دسته در سمت راست و دریچه‌های کنترل گاز یا همان قدرت موتور در سمت چپ قرار گرفته‌اند. در هواپیماهای تجاری اعم از انواع مسافربری که دو خلبان در کنار یکدیگر قرار دارند دسته کنترل گاز در وسط و در کنار هر خلبان یک سکان جانبی تعبیه شده‌است.
این نوع سکان هدایت در بسیاری از انواع هواپیماهای جنگی از جمله اف-۱۶، میسوبیشی اف-۲، داسو رافائل و اف-۲۲ رپتور و همچنین در هواپیماهای تجاری چون ایرباس ای ۳۲۰ نئو و ایرباس ای ۳۸۰ وجود دارد.
در مقام مقایسه با سامانه کنترل مرکزی که سکان و فرامین دیگر بین دو خلبان واقع شده‌است در هر زمان فقط یکی از سکان‌ها عمل کرده و خلبان می‌تواند عملکرد سکان کمک خلبان را غیرفعال نماید.